# Ружични венац
Ружични венац (Ружичній вѣнацъ) или Месецослов или Месјацослов (Мѣсяцословъ) је календар који је излазио од 1835. године до 1845. године, прво у Будиму, а касније у Новом Саду. По карактеру подсећа на црквене календаре.

## Историјат
Ружични венац излазио је од 1835. године у Будиму, у Краљевској универзитетској штампарији. За годину 1842. и 1845. место издања је Нови Сад. Током 1835, 1836. и 1837. године упоредо су излазили и Ружица и Ружични венац и издавач им је исти. Ипак, ова два календара се битно разликују и намењена су потпуно различитој читалачкој публици. На насловним странама је јасно написан различит штампар. Ружичин венац је озбиљан званични календар врло близак по решењу црквеним месецословима. Наглашен је календарски табак, а простор за књижевност је изузетно смањен.
Ружични венац за 1842. и 1845. излази у Новом Саду. Преласком у Нови Сад доста се немарно уређује и критикује. Зато је годиште за 1845. најближе књижевној периодици. Те последње године уредница је Јекатерина Јанковић

### Типографија
Од године 1835. упоредо излазе и Ружица и Ружични венац и на насловним странама се јавља овални венац од ружа. Ружични венац или Месецослов има на насловној страни венац испреплетен од ружа, али је наопачке постављен. Решење насловне стране Ружице је овал од ружичног венца где је уцртан Амор са стрелом.
У новосадском календару измењен је цртеж на насловној страни. Налази се правоугаоник ишпартан црвеним линијама, а у средини, у белом пољу, убачен је знатно мањи и другачији венац, такође направљен од испреплетених ружа.
Године 1844. Александар Андрић оштро критикује Ружичин венац. Критикује и језик јер би таква публикација требало да има улогу књиге за народ. Јекатерина Јанковић одговара у Ружичном венцу за 1845. годину на те критике. 

## Тематика
Тематика је блиска црквеним календарима. У њему се поред астролошких предсказања и табака календара, објављују шематизми бечког двора и Војне крајине. Објављују се и прегледи из савременог времена. Књижевној рубрици је посвећено мало простора и она је поучна и анегдотског типа. После 1840. године нестају драстичне разлике у тематици Ружице и Ружичног венца и оба постају блиска 
књижевним часописима из тог времена. Та битна промена је нарочито изражена за Ружични венац за 1845. године. Цела једна књижевна рубрика су Песмице красним Србкињама посвећене.
- Црквени календар
- Астролошка предсказања

- Анегдотска књижевна рубрика
- Историјски текстови посвећени Војној крајини
- Вести из савременог живота

### Историја Војне крајине
Године 1837. публикована је историја Војне границе до 1801. године (Сербски и илирически коњаници). Ови историјски текстови наћи ће се и у каснијим годиштима. Године 1841. се објављује Продолженіе войне одъ заслуга гранички коняника [1796-1797]. Године 1842. се налази Шесто продуженије војне од заслуга гранични Катана, а назначује се да ће седмо продужење бити у 1843. години. Ово говори у прилог томе да је Ружични венац званични државни календар.

## Сарадници
- Теодор Радичевић
- Милутин Поповић
- Игњат Утешиновић

## Галерија
- Ружични венац за 1842. годину, насловна страна
- Календар за јануар 1842. године (прва страна).
- Календар за јануар 1842. године (друга страна)
- Мене месеца, 1842.
- Звездана предвиђања, 1842.